# Утре, когато войната започне
„Утре, когато войната започне“ (на английски: Tomorrow, When the War Began) е австралийски екшън от 2010 г. със сценарист и режисьор Стюарт Бийти, адаптация на едноименния роман на Джон Марсдън. Филмът е продуциран от Андрю Мейсън и Майкъл Боугън. Във филма участват Кейтлин Стейси, Рейчъл Хърд-Ууд, Линкълн Луис, Дениз Акдениз, Фийби Тонкин, Крис Панг, Аслей Къмингс, Анди Райън и Колин Фрайълс. Разработката на филма започва през септември 2009 г.